# Tribus d'Israël
Ne pas confondre avec le mouvement rastafari Douze Tribus d'Israël, ou le mouvement messianique américain Douze Tribus

Carte des douze tribus d'Israël selon les données géographiques mentionnées dans le Livre de Josué.

Le livre de Josué de la Bible présente un récit de l’installation au Pays de Canaan des Hébreux, ou plus exactement des douze fils de Jacob, alias Israël. Ces douze fils y sont présentés comme étant les fondateurs directs ou indirects des douze tribus.

## Liste des tribus d'Israël
Le décompte des treize tribus d’Israël correspond donc à onze fils de Jacob, auxquels il faut ajouter les deux fils de Joseph : Manassé et Éphraïm. La terre de Canaan est cependant divisée en douze territoires et non pas treize, puisque la tribu de Lévi n'a pas reçu de territoire ; quarante-huit « villes de refuge » furent en revanche attribuées à celle-ci, à raison de quatre villes accordées par chacune des douze autres tribus.
1. Tribu de Ruben fondée par Ruben
2. Tribu de Siméon fondée par Siméon
3. Tribu de Lévi fondée par Lévi
4. Tribu de Juda fondée par Juda (dont doit provenir l’héritier de la maison du roi David)
5. Tribu d’Issacar fondée par Issachar
6. Tribu de Zébulon fondée par Zébulon
7. Tribu de Dan fondée par Dan
8. Tribu de Nephthali fondée par Nephtali
9. Tribu de Gad fondée par Gad
10. Tribu d'Asher fondée par Asher
11. Tribu de Joseph fondée par Joseph
  1. Tribu de Manassé fondée par Joseph, père de Manassé
  2. Tribu d'Éphraïm fondée par Joseph, père d’Éphraïm
12. Tribu de Benjamin fondée par Benjamin

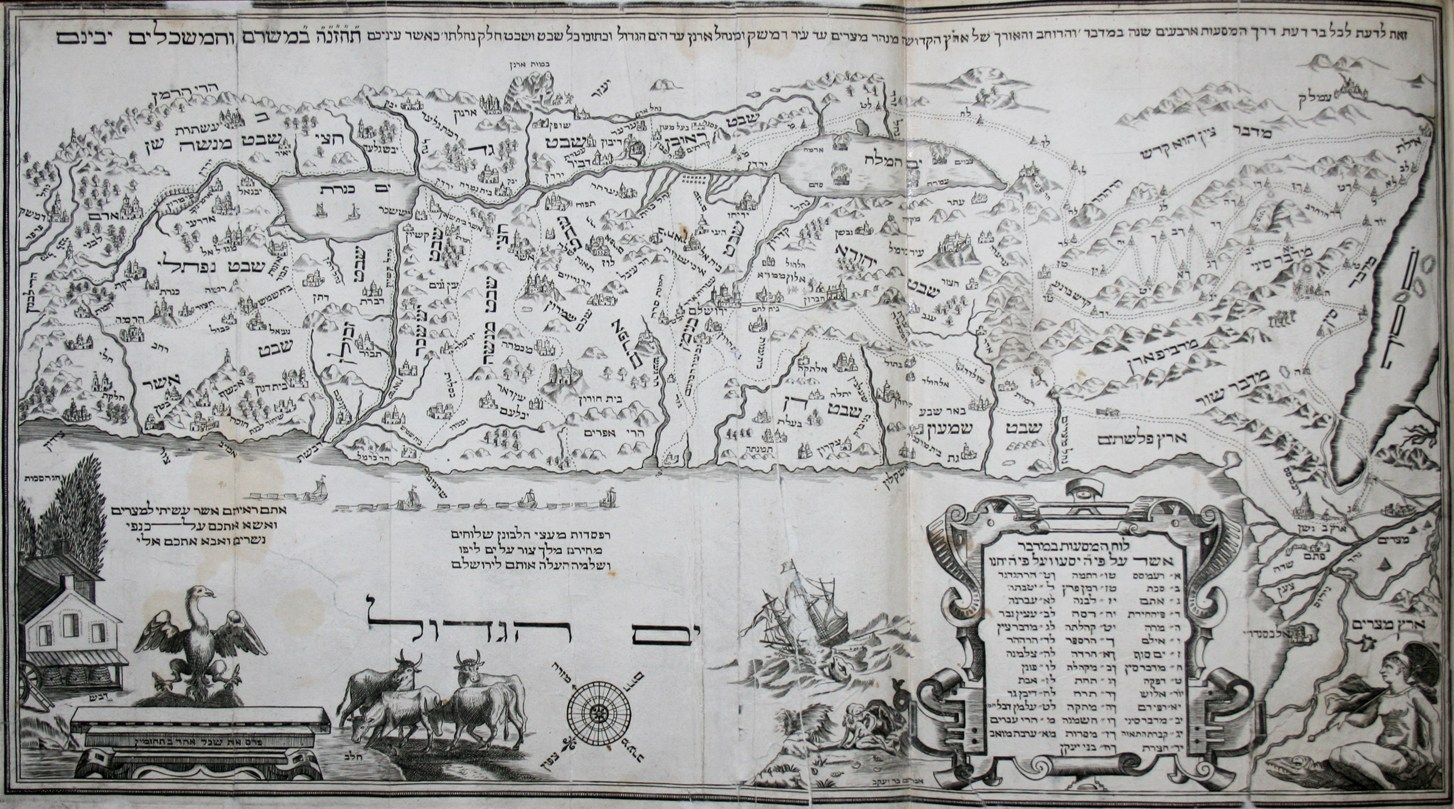
Carte de l'Israël messianique publiée en 1695 par Abraham bar Jacob.

## Variantes

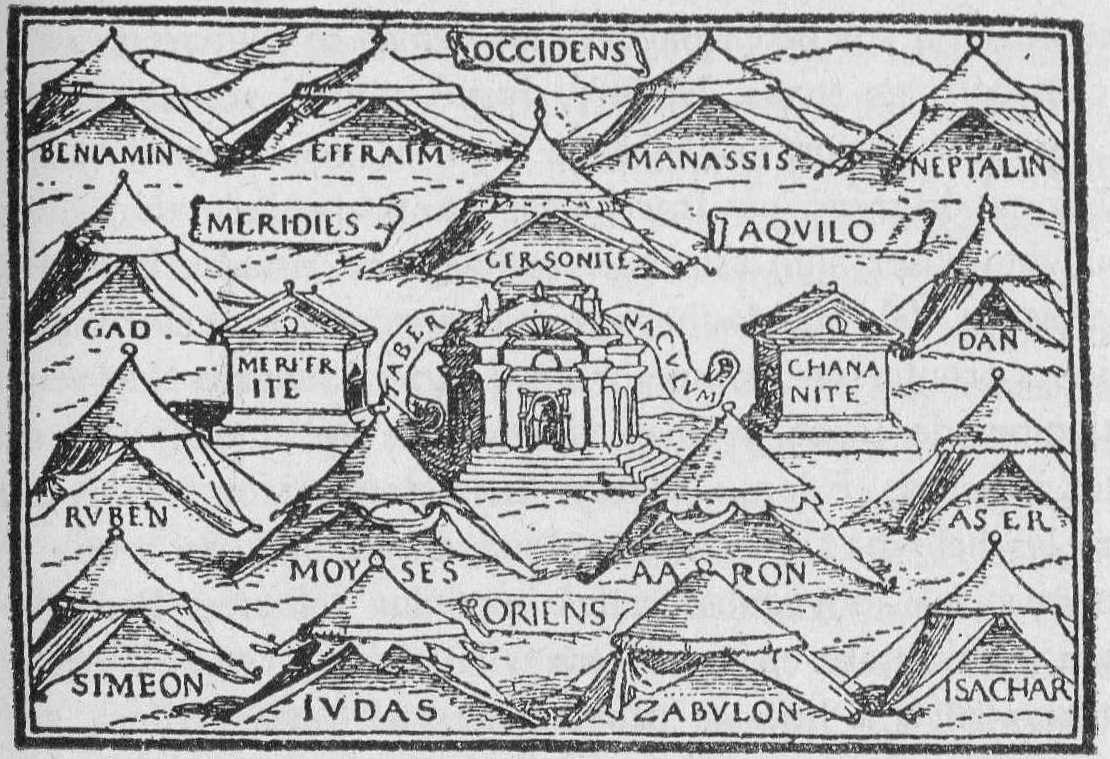
Tribus d'Israël d'après Holbein.

Parfois, on compte une tribu pour Lévi et les tribus d’Ephraïm et de Manassé sont regroupées en une unique tribu de Joseph. Parfois, inversement, la tribu de Lévi, sans territoire propre, n'est pas comptée et celles d’Ephraïm et de Manassé comptent alors chacune pour une tribu à part entière.
À noter que le livre de l’Apocalypse, attribué à l’apôtre Jean, cite les douze tribus d’Israël au chapitre 7, versets 4 et suivants, sans mentionner les tribus de Dan et d'Ephraïm, mais en citant celles de Lévi et de Joseph.

## Blasons
Le chapitre XLIX de la Genèse se présente comme un ajout dicté à un scribe entre la bénédiction et le testament prononcés par Jacob avant de mourir. Dans un appel aux tribus à s'organiser et s'unir, une figure symbolique est attribuée à chacune en référence à des fonctions spécifiques qui sont à chaque fois expliquées avec emphase et obscurité.
1. La vague de Ruben, aîné « impétueux comme le flot »[5], c'est-à-dire qui a défié Jacob, comme il convient à un fils aîné d'en user avec son père[5].
2. L'épée de Siméon, parce que les membres de la tribu, guerriers sacrilèges[2], « ont tué des hommes »[6] en saccageant la capitale, Sichem[7].
3. L'aiguière de Lévi, « récipient de violence »[8], est citée métaphoriquement, le texte n'évoquant que la fonction sacrificielle de ses membres[6], à laquelle fait elle aussi allusion, le vase à ablution.
4. Le lion de Juda, « lionceau de lion », parce que les rois d'Israël ne peuvent être issus que de cette tribu[9], le lion étant le roi des animaux.
5. L'âne d'Issacar, parce que la tribu, chargée de produire le vin[10] sur son territoire viticole, « porte, à corvée qu'elle est »[11].
6. L'ancre de Zébulon, parce que la tribu occupe le rivage phénicien de Sidon[12].
7. Le serpent de Dan, parce que la tribu fournit les juges[13], qui sont comme des serpents persifleurs[14].
8. Le cerf de Nephtali, parce que le territoire forestier de la tribu abonde en chevreuils[15].
9. L'homme armé de Gad, parce que la tribu est chargée de mobiliser la troupe[16].
10. Les tourteaux d'Asher, parce que la tribu est chargée de fournir les pains au palais[17].
11. La gerbe de Joseph, parce que la tribu occupe un territoire béni[18] riche en froment[19].
12. Le loup de Benjamin, parce que la tribu, tel le loup ayant chassé, « répartit le butin »[20], son territoire étant celui du principal marché, Jérusalem.

## Tribus perdues
À la suite de l'invasion qui culmine par la première destruction du Temple, la tribu de Dan disparaît, ou du moins perd définitivement son territoire. L'apôtre Pierre sera en effet donné pour issu de Dan. La réorganisation territoriale qui suit la reconstruction du Temple ne repose plus effectivement sur la répartition en douze tribus. Parmi les onze tribus restantes, Juda se constitue en royaume propre, le royaume de Juda. Démographiquement affaiblies, les dix autres tribus, appelés les dix tribus perdues d'Israël, se réunissent en un royaume situé au nord du royaume de Juda, le royaume de Samarie.
Plusieurs ethnies se rattachent aux tribus perdues : les Samaritains en Palestine, les  Beta Israel d'Éthiopie, les Bene Israël d'Inde, les Tsiganes du monde entier, et même les Mormons américains.